# Mikołaj Osikowski
Mikołaj Ignacy Osikowski (ur. 18 grudnia 1873 w Skierniewicach, zm. 5 czerwca 1950 w Kirkcaldy) – oficer armii rosyjskiej, generał brygady Wojska Polskiego i Polskich Sił Zbrojnych, zastępca senatora wybrany w 1935 roku w województwie wileńskim, kawaler Orderu Virtuti Militari.

## Życiorys
Mikołaj Ignacy Osikowski urodził się 18 grudnia 1873 roku w Skierniewicach, w rodzinie Mikołaja i Jadwigi z d. Patkiewicz. W 1892 wstąpił do Armii Imperium Rosyjskiego. W 1897 został mianowany podporucznikiem. 1 stycznia 1909 w stopniu sztabskapitana, pełnił służbę w 25 Smoleńskim pułku piechoty, który wówczas stacjonował w Kozienicach.
Od grudnia 1918 pełnił służbę w Armii Polskiej we Francji. Do Polski przybył z 1 Dywizją Strzelców Polskich. 27 lipca 1919 został zastępcą dowódcy piechoty dywizyjnej 2 Dywizji Strzelców Polskich, a 20 września 1919 dowódcą XXI Brygady Piechoty. W marcu 1920 ukończył VIII Kurs w Centrum Studiów Artyleryjskich w Warszawie. 1 maja 1920 został zatwierdzony z dniem 1 kwietnia 1920 w stopniu generała podporucznika, w grupie oficerów byłej Armii generała Hallera. 12 sierpnia 1920 objął dowództwo Grupy Dolnej Wisły. Od 20 września 1920 dowodził 2 Dywizją Litewsko-Białoruską, która wchodziła w skład Wojska Litwy Środkowej.
Szczególnie odznaczył się działaniami ofensywnymi na froncie Litewsko-Bałoruskim, gdzie „6 VI 1920 pod Kowalami na pierwszej linii działań, osobistym przykładem przyczynił się do zdobycia przez brygadę pozycji nieprzyjaciela”. Za tę postawę został odznaczony Orderem Virtuti Militari.
We wrześniu 1921 został dowódcą 29 Dywizji Piechoty w Grodnie. 3 maja 1922 został zweryfikowany w stopniu generała brygady ze starszeństwem z dniem 1 czerwca 1919 i 62. lokatą w korpusie generałów. Z dniem 31 lipca 1923 został przeniesiony w stan spoczynku.
Na emeryturze zamieszkał w majątku Karaciszki, w gminie Troki (obecnie wieś Kariotiškės w rejonie trockim). Później przeniósł się do Wilna. Przed wyborami parlamentarnymi do Sejmu RP w 1935 został mianowany komisarzem wyborczym w okręgu wyborczym nr 45.
Po kampanii wrześniowej 1939 przedostał się do Francji. We Francji przebywał w Ośrodku Oficerskim w Cerizay, a po ewakuacji do Wielkiej Brytanii, od sierpnia 1940 do stycznia 1942, w Stacji Zbornej Oficerów Rothesay. W styczniu 1942 został przeniesiony w stan nieczynny. Po wojnie pozostał w Szkocji. Zmarł 5 czerwca 1950 w Kirkcaldy.

## Życie prywatne
Żonaty. Córka Halina (ur. 1907).

## Ordery i odznaczenia
- Krzyż Srebrny Orderu Wojskowego Virtuti Militari nr 5271[4] – 24 marca 1922[12]
- Krzyż Komandorski z Gwiazdą Orderu Odrodzenia Polski[4]
- Krzyż Niepodległości[4]
- Krzyż Walecznych (czterokrotnie)[4]
- Złoty Krzyż Zasługi (dwukrotnie[4]: po raz pierwszy 3 marca 1928[13])
- Medal Międzysojuszniczy „Médaille Interalliée” (1928)[14]